# Krupa (Bela krajina)

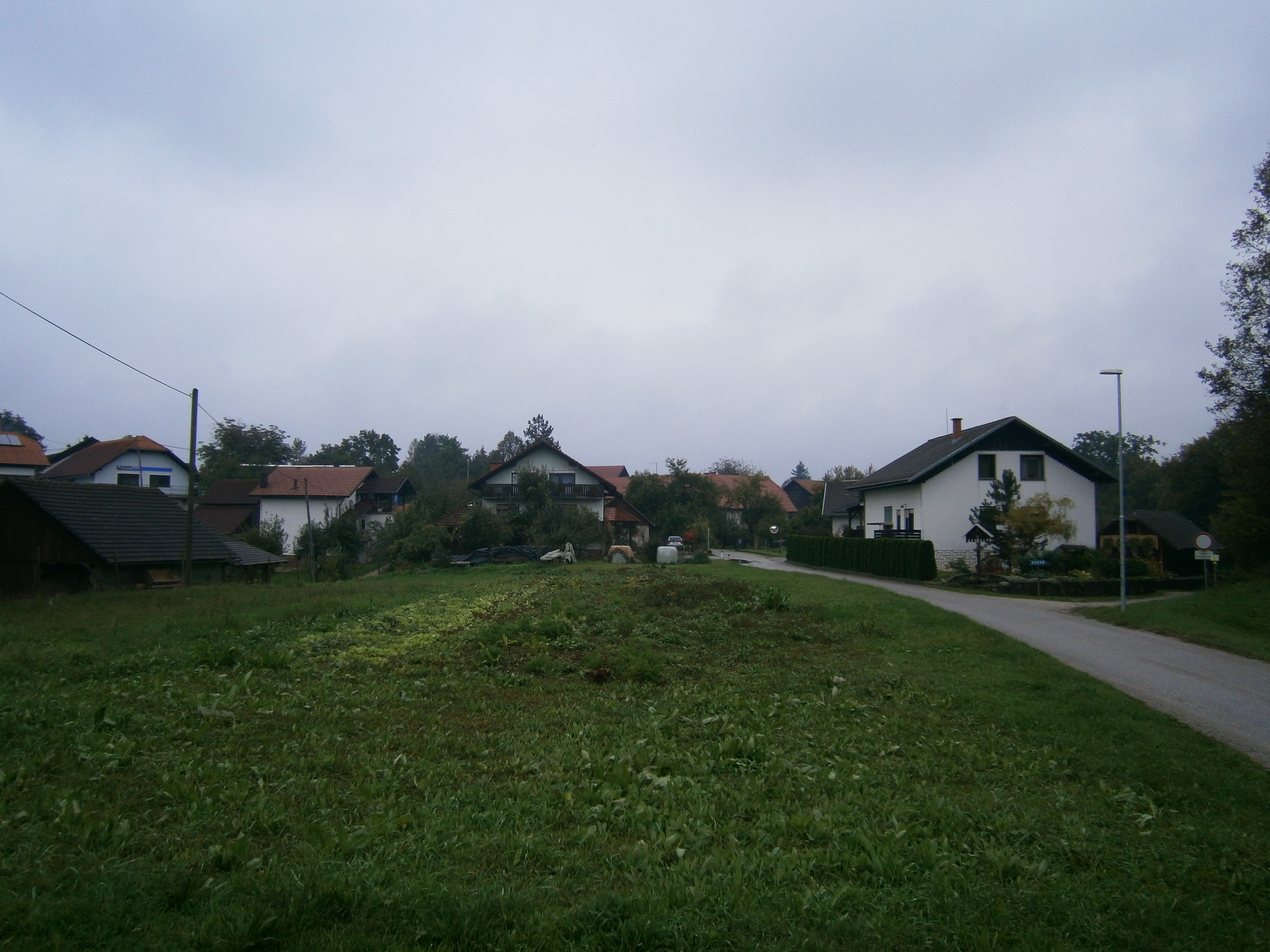
Das Dorf Krupa

Krupa (deutsch: Krupp) ist ein kleines Dorf in der slowenischen Region Bela krajina, das zur Gemeinde Semič gehört. Dieser Ort ist durch den gleichnamigen Fluss Krupa berühmt-berüchtigt geworden, der im Ort entspringt und eine der weltweit höchsten Belastungen durch PCB aufweist. Die malerische, türkisblaue Quelle liegt direkt unter einem Kalksteinkliff. Die Quelle und die gesamte Gegend sind durch jahrzehntelange, unsachgemäße Entsorgung von PCB-Abfällen einer nahe gelegenen Kondensatorenfabrik Iskra kondenzatorji vergiftet worden.
Nahe dem Dorf stand vermutlich schon seit dem 13. Jahrhundert das Schloss Krupa (deutsch: Schloss Krupp), das ursprünglich zum Besitz der kroatischen Adelsfamilie Babonić gehörte.